# Місія Африканського Союзу в Бурунді
Місія Африканського Союзу в Бурунді (African Union Mission in Burundi — AMIB) — перша миротворча місія Африканського Союзу.

## Передісторія сучасного конфлікту
В кінці 1990-х років колишні президенти Танзанії та Південно-Африканської Республіки Юліус Ніере і Нельсон Мандела ініціювали
мирні переговори між політичними силами Бурунді з метою припинення
десятирічної хвилі насильства в цій країні. За їх активного посередництва
28 серпня 2000 року було підписано Аруській мирний договір, який визначив
рамкову програму створення перехідного коаліційного уряду та проведення
всезагальних виборів. Принциповою умовою успішного виконання даного Договору
було визначено введення до країни миротворчих сил ООН. В свою чегу ООН відмовилася
розпочинати операцію до підписання договору про припинення вогню між конфліктуючими сторонами.
Головні військово-політичні сили Бурунді, НРЗД-СЗД — Національна рада на захист демократії — Сили на захист демократії (Consei national pour la defense de la democratie-Forces pour la
defence de la democratie, CNDD-FDD) та ПВНХ — Партія визволення народу хуту
(Parti pour la liberation du peuple hutu, PALIPEHUTU) та Пехерідний уряд Бурунді
підписали Договори про припинення вогню 7 жовтня та 2 грудня 2002 року. Останній передбачав
введення миротворчих сил Африканського Союзу з метою встановлення прийнятного рівня
безпеки та недопущення ескалації конфлікту.

## Перебіг місії
Мандат Місії Африканського Союзу в Бурунді (African Union Mission in Burundi — AMIB)
розпочався 2 квітня 2003 року і мав тривати рік, до її заміни місією ООН. Свої війська
в розпорядження Місії надали Південно-Африканська Республіка, Ефіопія та Мозамбік, які загалом налічували 3,500 особового складу.
Місії було поставлено такі завдання:
1. Надавати захист опозиційним політикам, що повертатимуться до країни для участі в Уряді національної згоди.
2. Заснувати в регіонах спеціальні демобілізаційні центри, які відповідатимуть за роззброєння та реінтеграцію комбатантів до цивільного суспільства.
3. Сприяти поверненню біженців та переміщених осіб.
4. Створити прийнятні умови для введення миротворчої місії ООН.

За рік дії миротворчого мандату, силам місії АС вдалося забезпечити належний рівень миру
в більшості провінцій Бурунді. На кінець 2004 року лише ФНЛ (FNL — Forces Nationales de Liberation), радикальне крило НРЗД-СЗД, відмовилися скласти зброю та продовжували спротив в районі Бужумбури.
В лютому 2004 року ситуація в Бурунді була визнана прийнятною для проведення миротворчої операції ООН.
21 травня 2004 року резолюція Ради Безпеки ООН № 1545 дозволила введення миротворчого контингенту.
Сили місії АС було інкорпоровано до штату місії ООН (UN Peace Operation in Burundi — ONUB).
Чисельність ОНЮБ склала 5650 військовослужбовців, а також супутній цивільний персонал.
Посилення міжнародної присутності сприяло активізації Аруського мирного процесу. За активної участі
ООН та АС 28 лютого 2005 року відбувся референдум по новій Конституції Бурунді, а вже в липні того ж
року — вибори до Національної Асамблеї та Сенату. В червні 2006 року до мирного процесу приєднався
останній учасник конфлікту — ФНЛ. Тоді за посередництва ООН та АС, а також за активної участі
Південної Африки було підписано Угоду про принципи досягнення міцного миру, безпеки та стабільності
в Бурунді, а у вересні того ж року — Всеосяжну угоду про припинення вогню між усіма учасниками
конфлікту в Бурунді.